# Rinorea guianensis
Rinorea guianensis är en violväxtart som beskrevs av Carl Ernst Otto Kuntze. Rinorea guianensis ingår i släktet Rinorea och familjen violväxter. Inga underarter finns listade i Catalogue of Life.

## Bildgalleri

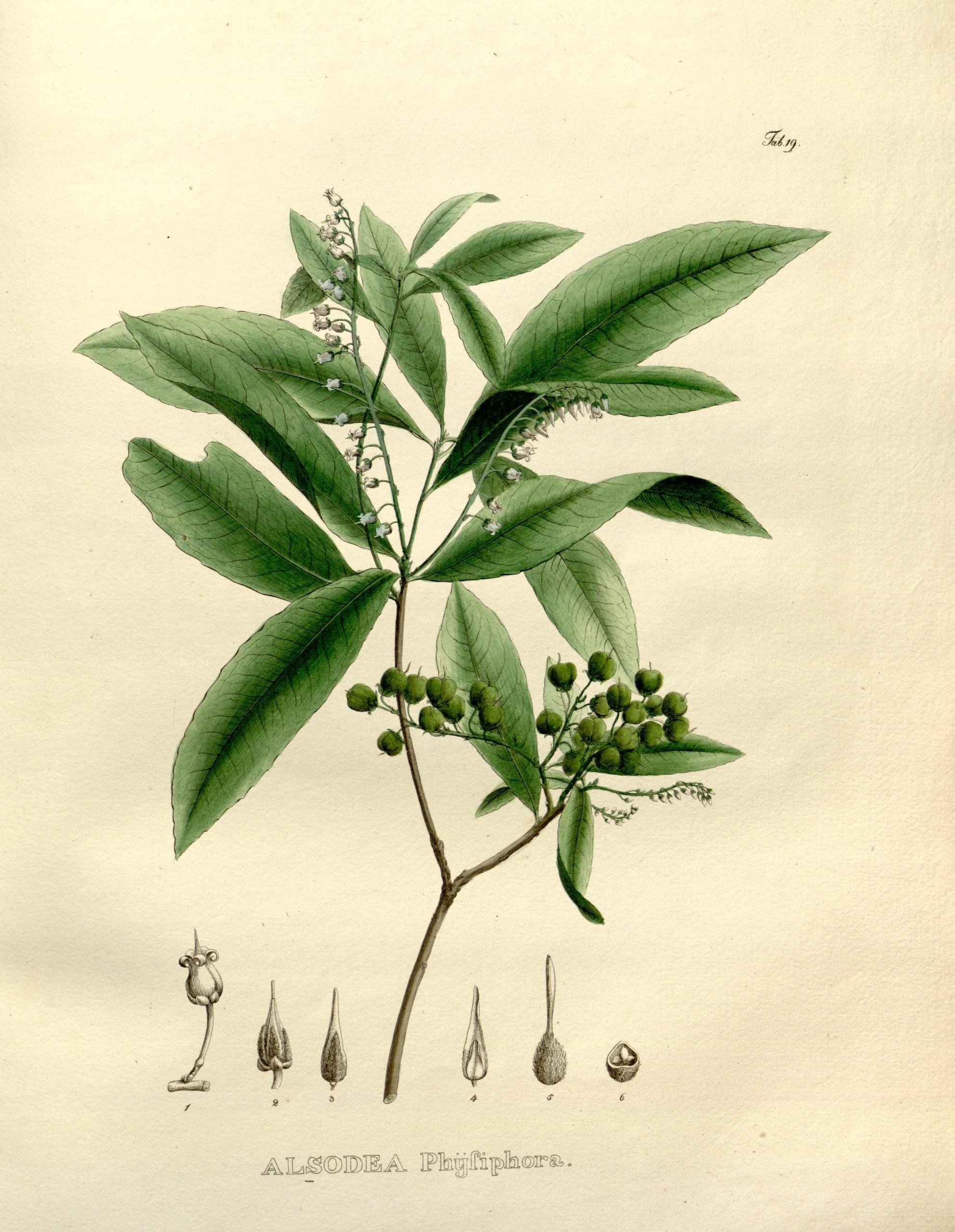
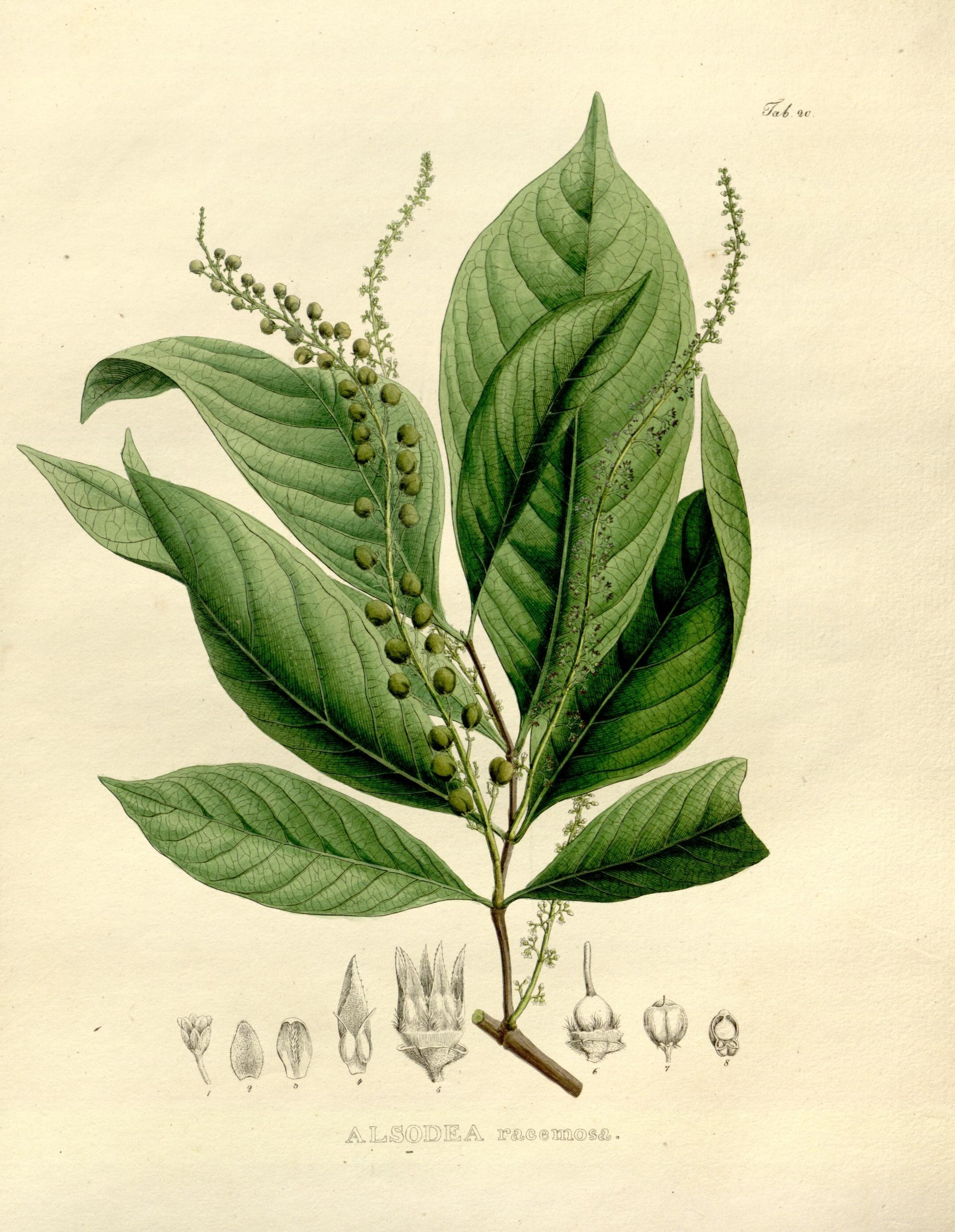
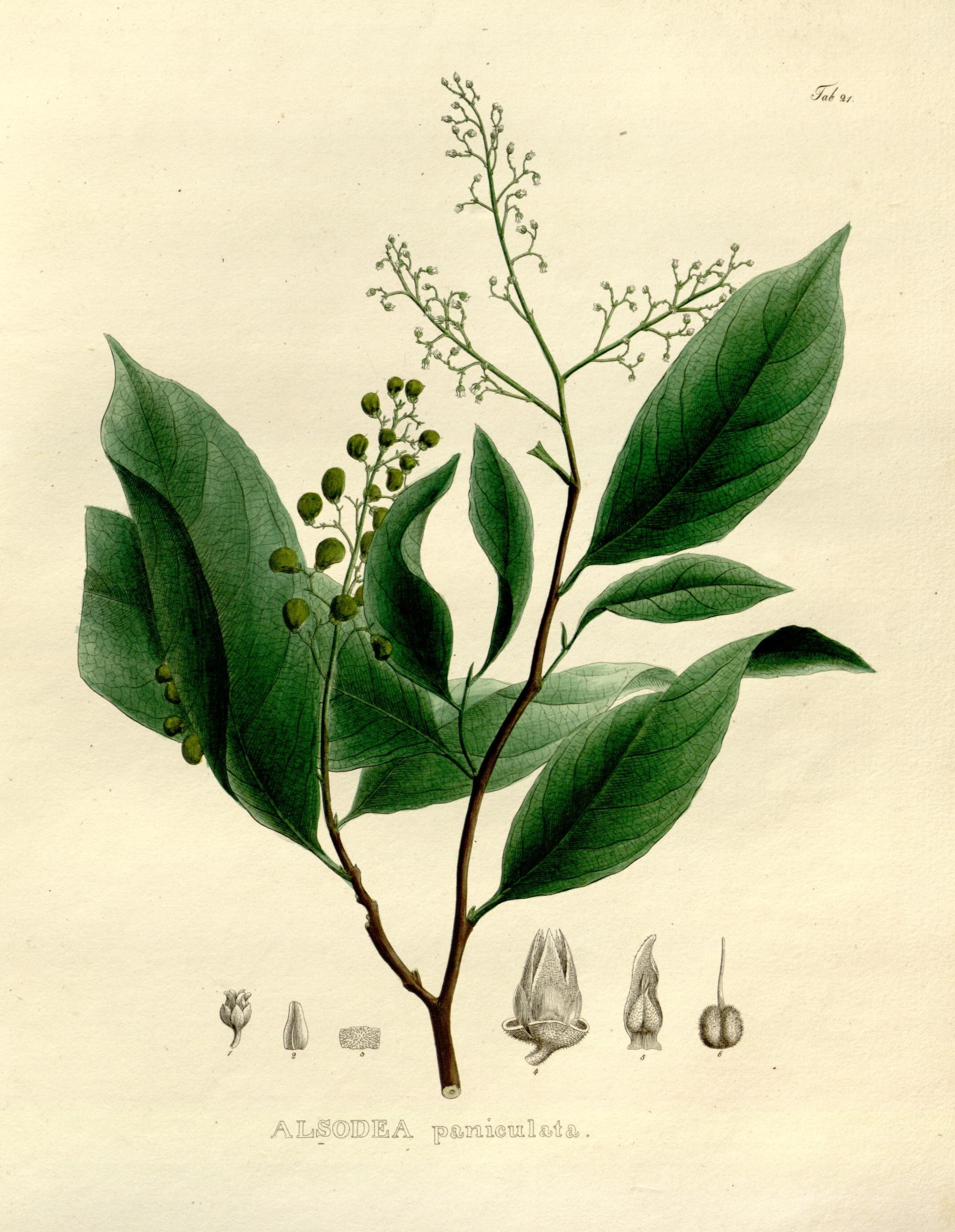